# جون كروغ
جون كروغ هو لاعب كرة قدم نرويجي، ولد في 12 سبتمبر 1938 في تروندهايم في النرويج، وتوفي في 18 يناير 2019. شارك مع منتخب النرويج لكرة القدم. أما مع النوادي، فقد لعب مع نادي روسنبورغ.

## وصلات خارجية
- جون كروغ على موقع الاتحاد الأوربي (الإنجليزية)
- جون كروغ على موقع اتحاد النرويج (النرويجية)
- جون كروغ على موقع ناشيونال فوتبول تيمز (الإنجليزية)
- جون كروغ على موقع عالم كرة القدم.نت (الإنجليزية)